# FileHippo
FileHippo è un sito web di download, che distribuisce versioni aggiornate di programmi per Windows e Mac di tipo open source e freeware, ma anche shareware e versioni demo di programmi a pagamento. Non ammette l'upload di file da parte dei visitatori.
Il sito offre inoltre un piccolo programma installabile, FileHippo App Manager, che analizza il sistema e informa se sono disponibili aggiornamenti per i software installati (se previsti dal sito FileHippo) fornendo i link per lo scaricamento.
Secondo le statistiche di Quantcast, FileHippo riceve più di 3 milioni di visite al mese solo da parte degli utenti statunitensi, mentre Alexa colloca FileHippo intorno alla millesima posizione nei siti più visitati in assoluto.

## Classificazione
In FileHippo, i software sono divisi nelle seguenti categorie:
- Anti-Malware
- Business Antivirus
- Compressione
- Sviluppatore
- Condivisione File
- Messaggistica
- Reti
- Foto / Immagini
- Sistema
- Browsers
- CD / DVD
- Desktop
- Driver
- Trasferimento File
- Multimedia
- Ufficio / Notizie
- Sicurezza
- VPNs / Privacy